# Bartal Antal
Bartal Antal (Besztercebánya, 1829. április 24. – Dunaharaszti, 1909. szeptember 6.) klasszika-filológus, szótárszerkesztő, a Magyar Tudományos Akadémia levelező (1873), majd rendes (1898) tagja.

## Életpályája
Felsőbb tanulmányait a pesti és bécsi egyetemeken végezte. 1856-ban Ungvárra, 1858-ban a budapesti V. kerületi katolikus gimnáziumhoz a görög és latin nyelv tanárává nevezték ki. 1871-től 1890-ig a tanárképző intézet és a gyakorló gimnázium igazgatója volt. A Magyar Tudományos Akadémia 1873-ban a levelező tagjai, majd 1898-ban rendes tagjai sorába választotta. 1890-ben nyugállományba vonult, királyi tanácsosi címmel. Ezután haláláig Dunaharasztin (akkoriban Haraszti) élt.
Neki tulajdonítható az első magyar Philologiai Közlöny megindítása, azonban ez a folyóirat csak 2 esztendeig jelent meg (1870–1871), és az érdeklődés hiánya miatt megszűnt. A latin nyelv oktatása terén hasznos volt a Malmosi Károllyal együtt megírt és számos kiadást megért iskolai latin grammatikája, amelyben szakítva a hagyományokkal az összehasonlító nyelvészet álláspontjára helyezkedett. A klasszika-filológia és az összehasonlító nyelvészet tárgyköréből írta hézagpótló akadémiai székfoglalóját: A classica-philologiának és az összehasonlító árja nyelvtudománynak mívelése hazánkban (1874). Ugyanezen a területen fordítói tevékenységet végzett (Fustel de Coulanges: A római község illetve Egger: Bevezetés a nyelvtudományba című művei), valamint Hérodotosz, Horatius, Livius, Sallustius műveit ültette át magyarra.

## Művei
- Teljes magyar-latin szótár földrajzi nevekkel szaporítva; szerk. Bartl Antal, Veress Ignác; Heckenast-Emich, Pest, 1864
- Latin mondattan; Eggenberger, Pest, 1866
- Latin gyakorló- és olvasókönyv; Eggenberger, Pest, 1868
- A classica-philologiának és az összehasonlító árja nyelvtudománynak mívelése hazánkban; Eggenberger, Bp., 1874 (Értekezések a nyelv- és széptudományok köréből)
- Bartal Antal–Malmosi Károly: Latin alaktan; Eggenberger, Bp., 1875; Harmadik kiadás,  Eggenberger, Bp., 1879
- Latin gyakorlókönyv. Latin olvasmány és magyar-latin gyakorlatok a középtanodák 1-2. oszt. számára; szerk., szótár, jegyz. Bartal Antal, Malmosi Károly; Eggenberger, Bp., 1875
- Latin gyakorló-könyv a mondattanhoz; Eggenberger, Pest, 1876
- Görög-latin hangtan; Franklin Ny., Bp., 1876
- Bartal Antal–Malmosi Károly: Latin mondattan; Eggenberger, Bp., 1878; Második kiadás, Eggenberger, Bp., 1880
- Latin gyakorlókönyv a mondattanhoz. A mondattan vázlatával. A középiskolák III. és IV. osztálya számára; szerk. Bartal Antal, Malmosi Károly; Eggenberger, Bp., 1880
- Szótár a Bartal-Malmosi féle latin olvasókönyvhöz. Livius- és Ovidius-ból. Középisk. 3. és 4. oszt. számára; Eggenberger, Bp., 1881
- Bevezetés az összehasonlító nyelvészetbe; Bartal Antal előadásai után kiad. Gróhmann Vilmos; s.n., Bp., 1883 k.
- Bevezetés az összehasonlító nyelvtanba különös tekintettel a classicus nyelvekre. E. Egger nyomán; Eggenberger, Bp., 1883 (A Philologiai Társaság Kiadványa)
- Bartal Antal–Malmosi Károly: Latin olvasókönyv szótár Livius és Ovidius-ból középisk. 3-4. oszt. számára; Eggenberger, Bp., 1883
- Bartal Antal–Malmosi Károly: Jegyzetek Horatius költeményeihez. Carmium libri IV et Epodon liber; Eggenberger, Bp., 1886 (Görög és római remekírók iskolai könyvtára)
- Fustel de Coulanges, Numa Denis: Az ókori község. Tanulmány a görög és római vallásról, jogról és intézményekről. Ford. A Magyar Tudományos Akadémia Könyvkiadó Vállalata, (Budapest, 1883);
- Glossarium mediae et infimae latinitatis regni Hungariae / A magyarországi latinság szótára; Franklin, Lipsiae–Teubner–Budapestini, 1901
- Glossarium mediae et infimae Latinitatis Regni Hungariae; Olms, Hildesheim–New York, 1970